# Epirhyssa phoenix
Epirhyssa phoenix là một loài tò vò trong họ Ichneumonidae.